# ツリシュスラン
ツリシュスラン Goodyera pendula Maxim. はラン科植物の1つ。花茎が垂れ下がり、その先が立ち上がって穂状に花をつける。

## 特長
着生植物になる多年生草本。

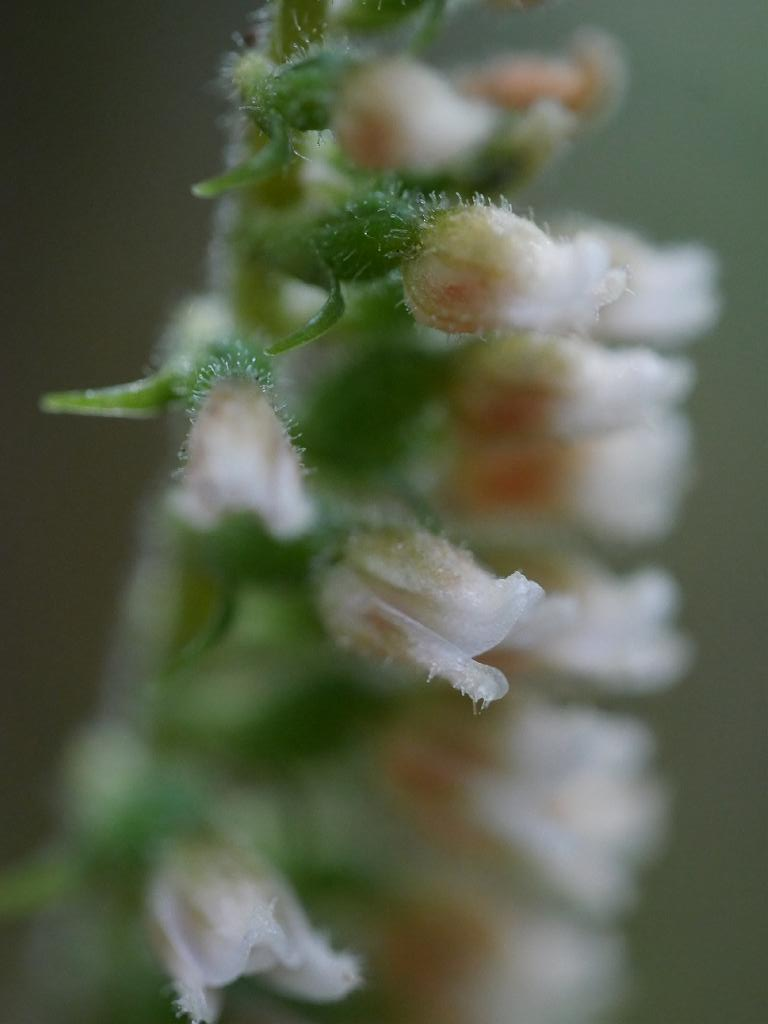
花序の一部を拡大

茎はその基部では短く横に這い、その先は垂れ下がって伸びて長さ10-20cmに達し、ここに数枚の葉を互生する。葉は広披針形で長さ2-3.5cm、幅0.5-1cmで先端は鋭く尖り、基部はくさび形に狭まって茎に続く。なお、葉先は鋭い形に尖るだけでなく、下向きに尾のように巻き込み、また縁は波打っている。
花期は7-9月。花茎はその基部で大きく曲がって立ち上がるように伸び、多数の花を片方に偏って着ける。花は白い。子房と苞、花柄にはまばらに縮れた毛がある。苞は長さ4-7mmで膜質、披針形をしている。萼片は狭卵形で長さ4mm。
和名は釣シュスランで、つり下がった形態による。

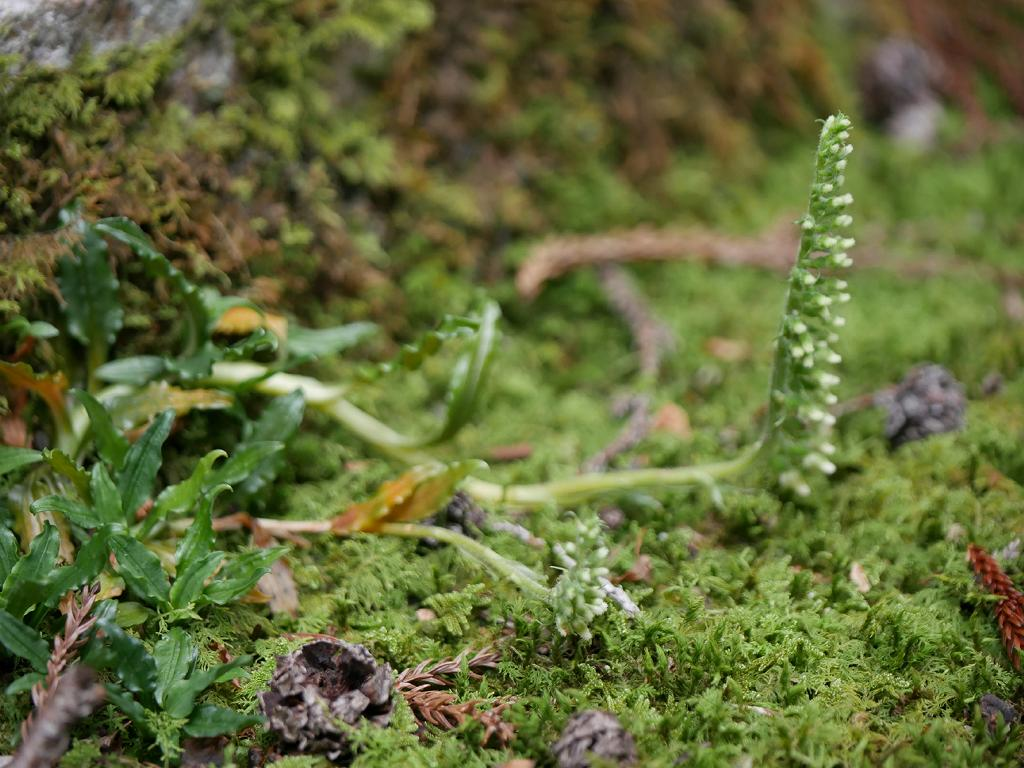
全草(開花前) 岩棚の上なので垂れていない。
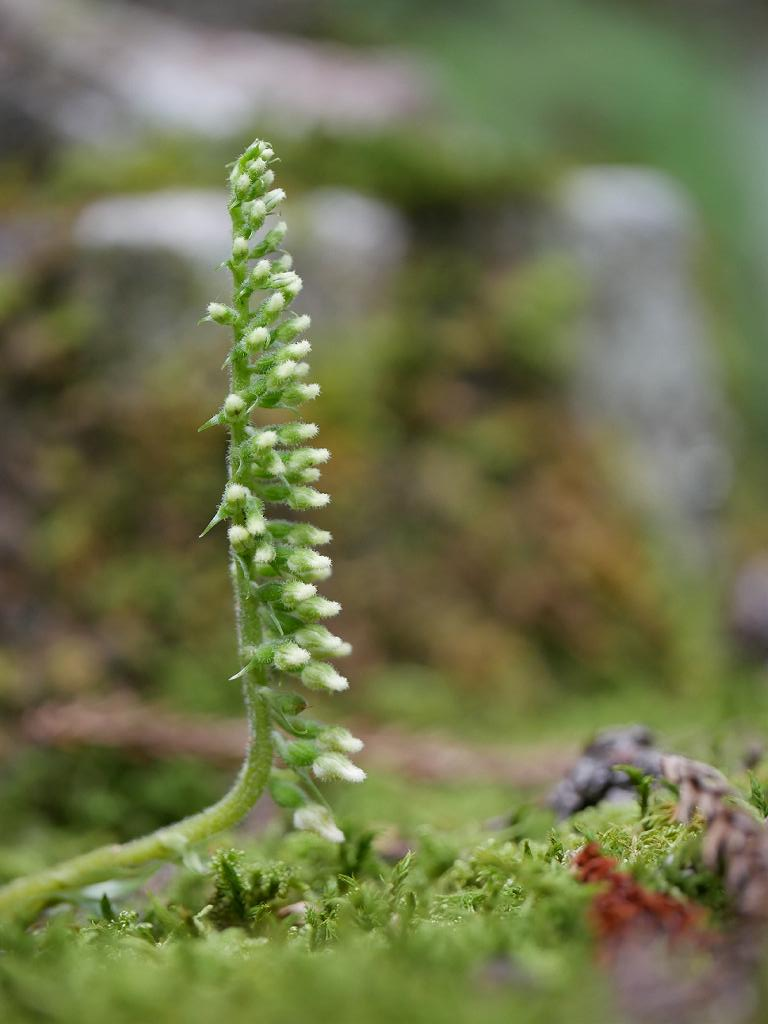
花序 花数が多い。
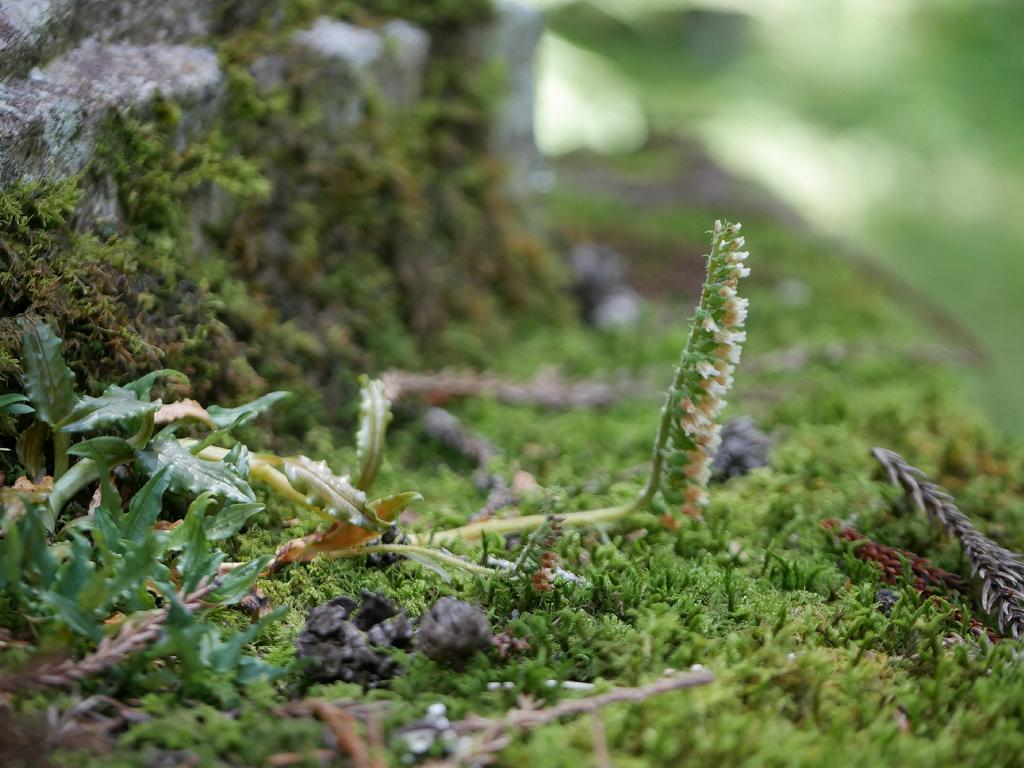
同じ株が開花したもの 15日後

## 分布と生育環境

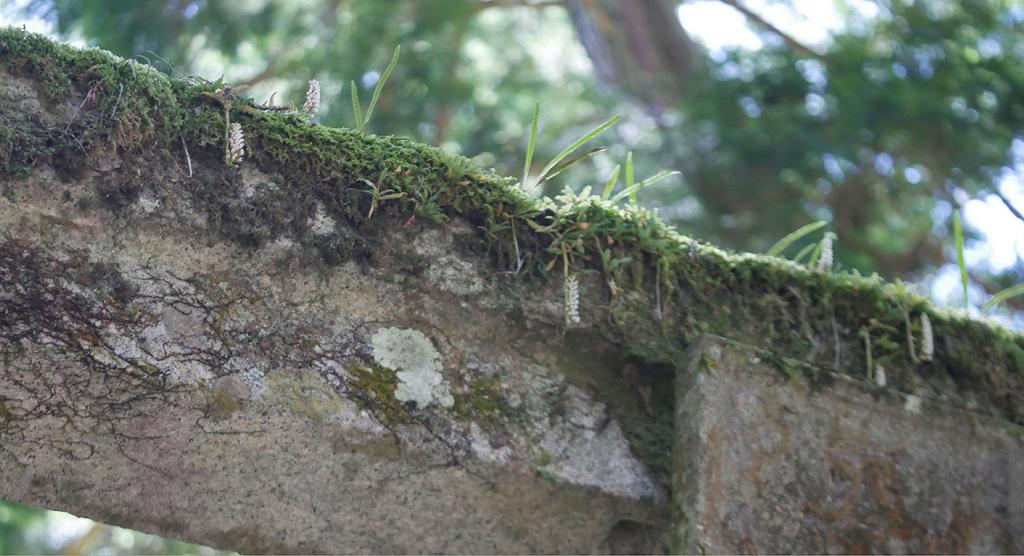
苔生した人口石材の上に並んでいるところ

日本では北海道から九州にまで分布し、国外では台湾から知られている。
冷温帯域を生育地とする。深山林中の古木の幹の上、あるいは岩の上に着生し、垂れ下がる。

## 分類など
日本にはシュスラン属の種は12種ほど知られるが、着生の種は本種のみである。また花を多数並べてつけるのも独特で、同様に花数の多いものにキンギンソウ G. procera など数種あるが、それらは大柄で地上性のもので、またいずれも南西諸島に分布がある。
地域による形態の差があり、西日本のものは葉幅が狭いのに対して北日本のものは葉幅が広い傾向がある。これをヒロハツリシュスラン f. brachyphylla (F. Maek.) として区別する場合がある。ただしこの変種は本種基本変種と同じ場所で見られることもあり、地域的な変異とは言い切れないようである。

## 利害
野生蘭の1つとして栽培されることがある。ただし栽培は困難であり『難物』との評価がなされている。冷涼な高地の深い森の中の着生植物と言うことで、環境の維持が困難であるようだ。

## 保護の状況
環境相のレッドデータブックには取り上げられていないが、日本全国広く、北海道から鹿児島県に渡る多くの都道府県で何らかの指定があり、特に以下の都府県では絶滅危惧I類の指定がなされている。
- 岩手県・群馬県・東京都・神奈川県・山梨県・新潟県・福井県・長野県・京都府・大阪府・奈良県・和歌山県・鳥取県・広島県・山口県・徳島県・高知県・愛媛県・福岡県・大分県

危機の理由としては森林伐採等による生育環境の破壊と、園芸目的の採取があげられている。特に採集圧はかなり高いようで、何しろグーグルで本種の種名を入力すると検索ワードの候補には真っ先に「栽培」と「販売」が出る。それどころかNHKの園芸のページには本種に関して『栽培困難』としながら『上級者向け』とまるで挑戦欲を煽るような文言がある。